# NGC 233
NGC 233 este o galaxie eliptică situată în constelația Andromeda. A fost descoperită în 11 septembrie 1784 de către William Herschel. De semenea, a fost observată încă o dată în 23 decembrie 1827 de către John Herschel.